# Зайковка
Зайковка — посёлок в Красноярском районе Астраханской области России. Входит в состав Байбекского сельсовета.

## История
В период с 1996 по 2015 годы Зайковка входила в состав Юбилейнинского сельсовета. В 2015 году посёлок вошёл в состав муниципального образования «Байбекский сельсовет».

## География
Посёлок находится в юго-восточной части Астраханской области, на левом берегу Ахтубы, на расстоянии примерно 4 километров (5 км по прямой) к северо-северо-западу (NNW) от села Красный Яр, административного центра района. Абсолютная высота — 23 метра ниже уровня моря.

Климат умеренный, резко континентальный. Характеризуется высокими температурами летом и низкими — зимой, малым количеством осадков, а также большими годовыми и летними суточными амплитудами температуры воздуха..

## Население
| 2002 | 2010 |
| ---- | ---- |
| 48   | ↗64  |

По данным Всероссийской переписи, в 2010 году численность населения посёлка составляла 64 человек (28 мужчин и 36 женщин). Согласно результатам переписи 2002 года, в национальной структуре населения казахи составляли 90 %.
| Национальность | Численность (2010) | Процент |
| -------------- | ------------------ | ------- |
| Казахи         | 59                 | 95,2%   |
| Татары         | 3                  | 4,8%    |
| Всего          | 62                 | 100%    |

## Улицы
Уличная сеть посёлка состоит из одной улицы (ул. Молодёжная).

## Транспорт
Ближайшая железнодорожная станция — ст. Бузан Приволжской железной дороги.